# Call of Duty: Infinite Warfare
A Call of Duty: Infinite Warfare egy 2016-os belső nézetes lövöldözős játék, amelyet az Infinity Ward fejlesztett és az Activision adott ki. Ez a Call of Duty sorozat tizenharmadik része, és világszerte 2016. november 4-én jelent meg PlayStation 4-re, Windowsra és Xbox One-ra.

## Játékmenet
A sorozat korábbi részeihez hasonlóan az Infinite Warfare is belső nézetes lövöldözős játék. Mivel a játék új helyszínt, a világűrt vezeti be, új játékmenet-elemeket is tartalmaz, például a zérógravitációs környezeteket. A játékosok felszereléséhez tartozik egy gyorsítórakéta és egy kampó is, amelyek lehetővé teszik a könnyű mozgást a zérógravitációs környezetekben. Mivel a játék az űrben játszódik, a játékosok ellátogathatnak a Naprendszer különböző bolygóira, holdjaira és aszteroidáira. Az Infinite Warfare jelentős átalakítást vezet be az osztályrendszerben, amit „Combat Rigs” (harci egységek) néven ismerhetünk. Ez hasonlít a Black Ops III Specialist rendszerére. Összesen hat különböző rig áll rendelkezésre: Warfighter, Merc, FTL, Stryker, Phantom és Synaptic. Mindegyik rig egyedi fegyverekkel (payloads), képességekkel, játékmódokkal és játékstílussal rendelkezik. Például a Synaptic rig azok számára ideális, akik a gyors, rohamozós stílust kedvelik, míg a Phantom rig a lopakodós játékosoknak kedvez. A játékosok ezen felül hozzáférhetnek különféle tartós bónuszokhoz, úgynevezett Traits-ekhez (sajátosságokhoz), amelyek előnyt biztosítanak bizonyos harci helyzetekben. A játék emellett megtartja a Black Ops III-ból ismert láncolt lendületalapú mozgásrendszert is, amely lehetővé teszi a játékosok számára a lökésszerű ugrásokat, csúszást és falon futást. A játék több száz elsődleges és másodlagos fegyvert tartalmaz. A játékosok hozzáférhetnek különféle fegyvertípusokhoz, beleértve a hagyományos ballisztikus és közelharci fegyvereket, futurisztikus energiaalapú fegyvereket, valamint különböző gránátokat, mint például a Seeker Grenade (kereső gránát) és a Black Hole Grenade (fekete lyuk gránát). A fegyverekre különféle kiegészítőket (attachments) lehet felszerelni, hogy növeljék a hatékonyságukat. A játék új fegyverkészítési rendszert is bevezet. A többjátékos (multiplayer) meccsek során a játékosok Salvage nevű pontokat gyűjthetnek, amelyeket felhasználhatnak Prototype Weapons (prototípusfegyverek) megvásárlására – ezek meglévő fegyverek speciális változatai. Minden fegyverhez négyféle prototípus létezik, amelyek ritkaság szerint négy kategóriába sorolhatók: Common (közönséges), Rare (ritka), Legendary (legendás) és Epic (epikus). Ezek mindegyike valamilyen játékmenetbeli előnyt biztosít, amit Gun Perks néven ismerünk. A Scorestreaks rendszer is visszatér az Infinite Warfare-ben: akik egy mérkőzés során elegendő pontot szereznek, különböző bónuszokat kapnak. Ilyenek például a UAV és counter-UAV (ellenséges radar zavaró), vagy az R-C8 nevű robot, amely egy páncélozott egység, ami védi a játékost és megtámadja az ellenfeleket.

## Cselekmény
|  | Alább a cselekmény részletei következnek! |

2187-ben egy UNSA (United Nations Space Alliance) űrhaderőből álló csapatot küldenek a Jupiter holdjára, Europára, egy titkos UNSA fegyverfejlesztő létesítménybe, ahol egy prototípusfegyver fejlesztése zajlik. A küldetés során az SDF (Settlement Defense Front) elfoglalja az objektumot. Az UNSA csapatnak sikerül visszaszereznie a prototípust, és aktiválják a létesítmény önmegsemmisítő rendszerét. Ennek ellenére elfogják őket, és az SDF egyik főparancsnoka, Kotch admirális (Kit Harington) kivégezteti az egész egységet. A Földön Reyes kapitány (Brian Bloom) úgy véli, hogy az SDF támadása gyakorlatilag hadüzenetnek minősül, és javasolja Raines admirálisnak (John Marshall Jones), hogy a UNSA kezdje meg az ellentámadás előkészületeit. Azonban Raines közli vele, hogy a politikai vezetők nem akarják eszkalálni a helyzetet — különösen nem a Fleet Week idején, amikor a teljes UNSA flotta Genfben gyűlik össze ünnepi célból. Reyest meghívják az ünnepségekre, ahol csatlakozik szárnysegédjéhez, Salterhez (Jamie Gray Hyder), és tesztelésre kiutalják neki az E3N nevű kísérleti robotkatonát (Jeffrey Nordling). Hirtelen az SDF által feltört AATIS védelmi ágyúk tüzet nyitnak az összegyűlt UNSA flottára. Ezzel egy időben SDF katonák megszállják Genfet. Reyes átküzdi magát az AATIS irányítótoronyhoz, ahol sikerül leállítania az ágyúkat, és elfogja Riah-t (Jim Pirri), az SDF beépített kémjét, aki a szabotázsért felelős. Ezt követően csatlakozik a túlélő UNSA hajókhoz az űrben, hogy szembeszálljanak az SDF támadó flottájával. Az SDF zászlóshajója, az Olympus Mons, hirtelen megérkezik és további UNSA hajókat pusztít el, mielőtt visszavonulna. A csata katasztrofális vereséggel végződik az UNSA számára: csupán két hajó éli túl — a Retribution nevű anyahajó (ahová Reyest beosztják), és a Tigris nevű romboló. Miután leszáll a Retribution fedélzetére, Reyes megtudja, hogy a hajó kapitánya és a parancsnokhelyettese is elesett a csatában, így ő lesz a hajó legmagasabb rangú tisztje, gyakorlatilag a parancsnok. Raines admirális előlépteti Reyes-t parancsnokká, és megbízza azzal, hogy foglalja vissza a Hold rakománykikötőjét az SDF erőitől. Miután sikeresen felszabadítja a Holdat, Reyes feladata az, hogy minél tovább feltartóztassa az SDF-et, amíg a UNSA újraépíti flottáját. Ekkor Reyes több választható küldetésbe is belekezdhet, amelyek során fontos SDF célpontokat támadhat meg, valamint egy stratégiai üzemanyag-átadó tornyot a Titan holdon, ezzel megbénítva az SDF üzemanyag-ellátását. Később Reyes-t egy aszteroida-bányászállomáson történő zavargás kivizsgálására küldik a Merkúr közelében, de kiderül, hogy ez csak elterelés volt, miközben az SDF megsemmisíti a Tigris hajót, így a Retribution marad az egyetlen túlélő UNSA-hajó. Miután Reyes megtudja, hogy Riah egy jeladót cipel, amivel az SDF fő flottáját hívhatja a Föld elleni invázióra, kidolgoz egy tervet, hogy a jeladót felhasználva az SDF flottáját az AATIS légvédelmi ágyúk működőképes állomásához csalja. A terv azonban félresiklik, amikor Riah megszökik, elpusztítja az AATIS ágyúkat, majd öngyilkos lesz, hogy aktiválja a jeladót. Az SDF megérkezik, az Olympus Mons pedig lerombolja az UNSA központját, amelynek következtében Raines admirális életét veszti. Mivel nincs más választása, Reyes él az alkalommal, és felül az Olympus Mons-ra, hogy elfoglalja és átvegye az irányítást. Dühében Kotch elindítja a hajó öngyilkos megsemmisítését, túlterhelve a nukleáris reaktort, hogy megsemmisítse Genfet és ezzel megbénítsa a SATO vezetését. Reyes végül áttör az irányítóteremig, megöli Kotch admirálist, és leállítja az öngyilkos működés visszaszámlálását. Ezután az Olympus Mons-sal és a Retribution-nel Marsra indul, hogy a hajó segítségével lerombolja az SDF űrállomását és meggyengítse flottájukat. Az akció sikeres, de az Olympus Mons annyira megsérül, hogy fegyverei működésképtelenné válnak, és kevés lehetőség híján Reyes parancsba adja, hogy az ütközzön neki az űrállomásnak. Ennek következtében a Retribution is megsérül, és az Olympus Mons repülési útvonalába sodródik. Mindkét hadihajó lezuhan a Mars felszínére, miközben az űrállomás még mindig épen áll. Miután rájönnek, hogy nincs esélyük élve visszajutni a Földre, Reyes összegyűjti a Retribution túlélő legénységét, és vezeti őket egy utolsó rohamra az űrállomás ellen. A legtöbb túlélő meghal a harcban, de Reyes, Salter, Ethan és néhányan mások eljutnak az űrállomásra, ahol elfoglalnak egy rombolót. A romboló fegyverei azonban le vannak tiltva, és a dokkolókapcsok zárva vannak. Ethan önfeláldozó módon megsemmisíti a dokkolókapcsokat, miközben Reyes aktiválja a fegyvereket, és parancsot ad Salternek, hogy semmisítse meg az űrállomást, még ha ő maga a fedélzeten is marad. Salter vonakodva tüzet nyit, és közben kilöki Reyes-t az űrbe. Reyes végignézi, ahogy az SDF űrállomás felrobban, de a robbanásból származó törmelék átszúrja a szkafanderét, így megfullad. Néhány idővel később az UNSA tiszteletét fejezi ki Reyes és a Retribution legénységének áldozata iránt, kijelentve, hogy az SDF űrállomásának megsemmisítése döntő győzelem volt, és ennek következtében az SDF szinte teljesen megsemmisült. Salter, aki a Retribution négy túlélőjének egyike, tiszteleg a genfi háborús emlékmű előtt, amely az összes, a konfliktusban elesett UNSA katona nevét tartalmazza, köztük Reyest is.
|  | Itt a vége a cselekmény részletezésének! |

## Fejlesztés
2014-ben az Activision bejelentette a Call of Duty sorozat hároméves fejlesztési ciklusát, amelynek keretében az Infinity Ward, a Sledgehammer Games és a Treyarch felváltva ad ki évente egy-egy Call of Duty videójátékot, hogy ezzel meghosszabbítsák az egyes játékok fejlesztési idejét. Az Infinite Warfare a ciklus harmadik és egyben utolsó játéka, továbbá az első játék, amelyet az Infinity Ward készített 2013-as Call of Duty: Ghosts óta. A játék fejlesztése 2014-ig visszanyúlik. Az Infinity Ward szerint a fejlesztőcsapat sok új ötletet adott a játékhoz, és nagy hangsúlyt fektettek a történetmesélésre.  A csapat az űrt választotta a játék helyszínéül, mert úgy vélték, hogy ez új környezeteket tud bemutatni a játékosoknak. A játék realizmusának növelése érdekében az Infinity Ward több katonai szakértőt is bevont a fejlesztésbe.

## Fogadtatás
| Összegzőoldal | Értékelés |
| ------------- | --------- |
| Metacritic    | 77/100    |

| Szerző         | Értékelés |
| -------------- | --------- |
| Destructoid    | 7/10      |
| EGM            | 7/10      |
| Game Informer  | 9/10      |
| GameRevolution | 4/5       |
| GameSpot       | 8/10      |
| GamesRadar+    | 4/5       |
| Giant Bomb     | 3/5       |
| IGN            | 7,7/10    |
| PC Gamer (US)  | 48/100    |
| Polygon        | 8,5/10    |
| VideoGamer.com | 9/10      |

A Call of Duty: Infitie Warfare „általánosságban pozitív” értékeléseket kapott a kritikusoktól – a Metacritic véleményösszesítő oldal szerint.
Az IGN 7,7 pontot adott a játéknak a 10-ből, és ezt írta róla: „Annak ellenére, hogy a játék interplanetáris harcra váltott, a Call of Duty: Infinite Warfare egy általánosságban szórakoztató, de nem nélkülözhetetlen lövöldözős játék.”

## Díjak, elismerések
| Év   | Díj                           | Kategória                                                           | Eredmények |
| ---- | ----------------------------- | ------------------------------------------------------------------- | ---------- |
| 2016 | Game Critics Awards           | Legjobb akció játék                                                 | Jelölve    |
| 2017 | Visual Effects Society Awards | Kiemelkedő vizuális effektek egy valós idejű projektben             | Jelölve    |
| 2017 | Visual Effects Society Awards | Kiemelkedő animációs alakítás epizódban vagy valós idejű projektben | Jelölve    |
| 2017 | D.I.C.E. Awards               | Kiemelkedő karakteralakítás                                         | Jelölve    |

## Fordítás
Ez a szócikk részben vagy egészben  a   Call of Duty: Infinite Warfare című angol Wikipédia-szócikk ezen változatának fordításán alapul.  Az eredeti cikk szerkesztőit annak laptörténete sorolja fel. Ez a jelzés csupán a megfogalmazás eredetét és a szerzői jogokat jelzi, nem szolgál a cikkben szereplő információk forrásmegjelöléseként.